# Juan Carlos Paredes
Juan Carlos Paredes Reasco (Esmeraldas, Ecuador; 8 de julio de 1987) es un futbolista ecuatoriano. Juega de lateral derecho y su equipo actual es 22 de Julio Fútbol Club de la Serie B de Ecuador.

## Trayectoria

### Barcelona Sporting Club
Se formó en las divisiones menores del Barcelona Sporting Club donde se destacó como una de las promesas a futuros del club jugando un total de 23 partidos anotando 13 goles, en 2006 debuta en primera división con Barcelona. 

### Deportivo Cuenca
En 2007 llega al Deportivo Cuenca donde tampoco tuvo muchas actuaciones con el equipo, por lo que fue cedido al Rocafuerte Fútbol Club en ese entonces de la Segunda Categoría de Ecuador, su presencia en el equipo ayudó a conseguir el ascenso a la Serie B para la temporada 2009.
Para la siguiente temporada regresa al Deportivo Cuenca, como nuevo refuerzo para la Copa Libertadores 2009 y Campeonato Ecuatoriano, con el cuadro colorado tuvo buenas actuaciones lo que llevó a ser como uno de los mejores jugadores del torneo a finales del 2009 se corona subcampeón del fútbol ecuatoriano.

### Deportivo Quito
En 2010 por pedido de Rubén Darío Insúa es fichado por Deportivo Quito quien adquiere el 80% de sus derechos federativos quedándose el 20% restante Deportivo Cuenca, en 2011 de la mano de Carlos Ischia se corona por primera vez campeón del fútbol ecuatoriano tras derrotar en la final al Emelec.
Para el 2012 la hormiga tuvo un gran momento futbolístico pero lamentablemente Deportivo Quito paso por problemas futbolísticos en todos los torneos que participó a excepción de la Copa Sudamericana 2012 donde jugó todos los partidos llegando hasta octavos de final siendo eliminados por Club Atlético Tigre, además de problemas económicos por los que paso la institución, lo que le obligó a la directiva a ceder el 80% del jugador con un grupo de empresarios por una deuda que mantenía el club.

### Barcelona Sporting Club
Finalmente se confirma que Paredes en 2013 volverá al club que lo vio nacer futbolísticamente el Barcelona de Guayaquil con un contrato por 3 temporadas, con el cuadro torero tendrá que afrontar Campeonato Ecuatoriano, Copa Libertadores 2013 y Copa Sudamericana 2013.
El 9 de julio de 2014, el representante del jugador, Daniel Walker, informó lo siguiente: "Juan Carlos Paredes fue vendido al Granada Club de Fútbol, equipo de la primera división de España, y la firma se dará en los próximos días.

### Watford
Los Hornets completado el fichaje del zaguero ecuatoriano Juan Carlos Paredes en julio de 2014, sobre un acuerdo de cinco años.
La vocación ofensiva, el defensor versátil llegó a Vicarage Road cerca de la parte posterior de impresionantes actuaciones para su país en la Copa Mundial de la FIFA en Brasil, en la que completó 90 minutos en cada uno de los partidos de La Tricolor.
Paredes ha sido uno de los jugadores más regulares en el Watford fc 2014-2015 donde ha ayudado a su equipo conseguir el ascenso a la Premier League. Lleva el dorsal número 14 y compartió camerino con los sudamericanos Mauro Zárate, Roberto Pereyra, Camilo Zúñiga y el español José Manuel Jurado.

### Olympiakos
El 2017 pasa al Olympiakos, formando parte del equipo que se coronó campeón de Grecia.

### Club Sport Emelec
Paredes, de dilatada trayectoria en el fútbol ecuatoriano e internacional, viene procedente del Olympiakos. Su trayectoria en Europa inicia en junio del 2014, en el Watford Football Club. de Inglaterra. En sus 3 temporadas en el Viejo Continente disputó un total de 60 partidos. En el club griego tuvo su última actuación el 9 de abril del 2017.
El 3 de agosto del 2017 se confirma su vinculación con el Club Sport Emelec de Ecuador, firmando un contrato por 3 años.

## Selección nacional

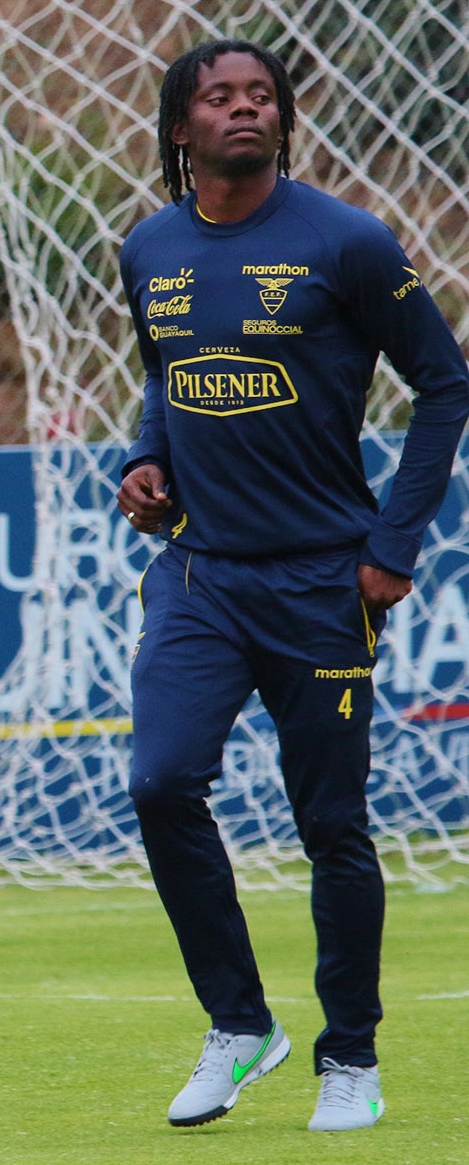
Paredes con la selección de Ecuador

Ha sido internacional con la selección de fútbol de Ecuador en 78 ocasiones. Su primera aparición fue en el año 2006 durante un partido amistoso contra Perú disputado en la ciudad de Nueva Jersey.
El 13 de mayo de 2014 el técnico de la selección ecuatoriana, Reinaldo Rueda, incluyó a Paredes en la lista preliminar de 30 jugadores que representarían a Ecuador en la Copa Mundial de Fútbol de 2014. Fue confirmado en la nómina definitiva de 23 jugadores el 2 de junio.

#### Participaciones en copas mundiales
| Mundial           | Sede   | Resultado      | Partidos | Goles | Asist. |
| ----------------- | ------ | -------------- | -------- | ----- | ------ |
| Copa Mundial 2014 | Brasil | Fase de grupos | 3        | 0     | 1      |

### Eliminatorias mundialistas
| Torneo            | Sede            | Resultado    | Partidos | Goles |
| ----------------- | --------------- | ------------ | -------- | ----- |
| Eliminatoria 2014 | América del Sur | Clasificado  | 14       | 0     |
| Eliminatoria 2018 | América del Sur | No clasificó | 12       | 0     |

### Participaciones en Copa América
| Copa                    | Sede           | Resultado        | Partidos | Goles |
| ----------------------- | -------------- | ---------------- | -------- | ----- |
| Copa América 2015       | Chile          | Fase de grupos   | 3        | 0     |
| Copa América Centenario | Estados Unidos | Cuartos de final | 4        | 0     |

### Partidos internacionales
Actualizado al último partido disputado el 26 de marzo de 2019.
| \| N.° \| Fecha \| Ciudad \| Rival \| Resultado \| Resultado \| Competencia \| \| --- \| ------------------------ \| ---------------- \| -------------- \| --------- \| --------- \| ------------------------------------ \| \| 1. \| 6 de septiembre de 2006 \| Nueva Jersey \| Perú \| 1-1 \| Empate \| Amistoso \| \| 2. \| 4 de septiembre de 2010 \| Zapopan \| México \| 2-1 \| Victoria \| Amistoso \| \| 3. \| 7 de septiembre de 2010 \| Barquisimeto \| Venezuela \| 0-1 \| Derrota \| Amistoso \| \| 4. \| 8 de octubre de 2010 \| Nueva York \| Colombia \| 0-1 \| Derrota \| Amistoso \| \| 5. \| 12 de octubre de 2010 \| Montreal \| Polonia \| 2-2 \| Empate \| Amistoso \| \| 6. \| 17 de noviembre de 2010 \| Quito \| Venezuela \| 4-1 \| Victoria \| Amistoso \| \| 7. \| 11 de febrero de 2011 \| La Ceiba \| Honduras \| 1-1 \| Empate \| Amistoso \| \| 8. \| 26 de marzo de 2011 \| Madrid \| Colombia \| 0-2 \| Derrota \| Amistoso \| \| 9. \| 29 de marzo de 2011 \| La Haya \| Perú \| 0-0 \| Empate \| Amistoso \| \| 10. \| 20 de abril de 2011 \| Mar del Plata \| Argentina \| 2-2 \| Empate \| Amistoso \| \| 11. \| 10 de agosto de 2011 \| San José \| Costa Rica \| 2-0 \| Victoria \| Amistoso \| \| 12. \| 2 de septiembre de 2011 \| Quito \| Jamaica \| 5-2 \| Victoria \| Amistoso \| \| 13. \| 6 de septiembre de 2011 \| Quito \| Costa Rica \| 4-0 \| Victoria \| Amistoso \| \| 14. \| 7 de octubre de 2011 \| Quito \| Venezuela \| 2-0 \| Victoria \| Eliminatorias al Mundial Brasil 2014 \| \| 15. \| 11 de octubre de 2011 \| Nueva Jersey \| Estados Unidos \| 1-0 \| Victoria \| Amistoso \| \| 16. \| 15 de noviembre de 2011 \| Quito \| Perú \| 2-0 \| Victoria \| Eliminatorias al Mundial Brasil 2014 \| \| 17. \| 10 de junio de 2012 \| Quito \| Colombia \| 1-0 \| Victoria \| Eliminatorias al Mundial Brasil 2014 \| \| 18. \| 15 de agosto de 2012 \| Nueva York \| Chile \| 3-0 \| Victoria \| Amistoso \| \| 19. \| 7 de septiembre de 2012 \| Quito \| Bolivia \| 1-0 \| Victoria \| Eliminatorias al Mundial Brasil 2014 \| \| 20. \| 11 de septiembre de 2012 \| Montevideo \| Uruguay \| 1-1 \| Empate \| Eliminatorias al Mundial Brasil 2014 \| \| 21. \| 12 de octubre de 2012 \| Quito \| Chile \| 3-1 \| Victoria \| Eliminatorias al Mundial Brasil 2014 \| \| 22. \| 17 de octubre de 2012 \| Puerto la Cruz \| Venezuela \| 1-1 \| Empate \| Eliminatorias al Mundial Brasil 2014 \| \| 23. \| 6 de febrero de 2013 \| Guimarães \| Portugal \| 3-2 \| Victoria \| Amistoso \| \| 24. \| 21 de marzo de 2013 \| Quito \| El Salvador \| 5-0 \| Victoria \| Amistoso \| \| 25. \| 26 de marzo de 2013 \| Quito \| Paraguay \| 4-1 \| Victoria \| Eliminatorias al Mundial Brasil 2014 \| \| 26. \| 29 de mayo de 2013 \| Palm Beach \| Alemania \| 2-4 \| Derrota \| Amistoso \| \| 27. \| 7 de junio de 2013 \| Lima \| Perú \| 0-1 \| Derrota \| Eliminatorias al Mundial Brasil 2014 \| \| 28. \| 11 de junio de 2013 \| Quito \| Argentina \| 1-1 \| Empate \| Eliminatorias al Mundial Brasil 2014 \| \| 29. \| 14 de agosto de 2013 \| Guayaquil \| España \| 0-2 \| Derrota \| Amistoso \| \| 30. \| 6 de septiembre de 2013 \| Barranquilla \| Colombia \| 0-1 \| Derrota \| Eliminatorias al Mundial Brasil 2014 \| \| 31. \| 10 de septiembre de 2013 \| La Paz \| Bolivia \| 1-1 \| Empate \| Eliminatorias al Mundial Brasil 2014 \| \| 32. \| 11 de octubre de 2013 \| Quito \| Uruguay \| 1-0 \| Victoria \| Eliminatorias al Mundial Brasil 2014 \| \| 33. \| 15 de octubre de 2013 \| Santiago \| Chile \| 1-2 \| Derrota \| Eliminatorias al Mundial Brasil 2014 \| \| 34. \| 15 de noviembre de 2013 \| Nueva Jersey \| Argentina \| 0-0 \| Empate \| Amistoso \| \| 35. \| 19 de noviembre de 2013 \| Houston \| Honduras \| 2-2 \| Empate \| Amistoso \| \| 36. \| 5 de marzo de 2014 \| Londres \| Australia \| 4-3 \| Victoria \| Amistoso \| \| 37. \| 17 de mayo de 2014 \| Ámsterdam \| Países Bajos \| 1-1 \| Empate \| Amistoso \| \| 38. \| 31 de mayo de 2014 \| Dallas \| México \| 1-3 \| Derrota \| Amistoso \| \| 39. \| 4 de junio de 2014 \| Miami \| Inglaterra \| 2-2 \| Empate \| Amistoso \| \| 40. \| 15 de junio de 2014 \| Brasilia \| Suiza \| 1-2 \| Derrota \| Mundial Brasil 2014 \| \| 41. \| 20 de junio de 2014 \| Curitiba \| Honduras \| 2-1 \| Victoria \| Mundial Brasil 2014 \| \| 42. \| 25 de junio de 2014 \| Río de Janeiro \| Francia \| 0-0 \| Empate \| Mundial Brasil 2014 \| \| 43. \| 6 de septiembre de 2014 \| Fort Lauderdale \| Bolivia \| 4-0 \| Victoria \| Amistoso \| \| 44. \| 9 de septiembre de 2014 \| Nueva York \| Brasil \| 0-1 \| Derrota \| Amistoso \| \| 45. \| 10 de octubre de 2014 \| East Hartford \| Estados Unidos \| 1-1 \| Empate \| Amistoso \| \| 46. \| 14 de octubre de 2014 \| Nueva York \| El Salvador \| 5-1 \| Victoria \| Amistoso \| \| 47. \| 28 de marzo de 2015 \| Los Ángeles \| México \| 0-1 \| Derrota \| Amistoso \| \| 48. \| 31 de marzo de 2015 \| Nueva York \| Argentina \| 1-2 \| Derrota \| Amistoso \| \| 49. \| 3 de junio de 2015 \| Ciudad de Panamá \| Panamá \| 1-1 \| Empate \| Amistoso \| \| 50. \| 6 de junio de 2015 \| Guayaquil \| Panamá \| 4-0 \| Victoria \| Amistoso \| \| 51. \| 11 de junio de 2015 \| Santiago \| Chile \| 0-2 \| Derrota \| Copa América 2015 \| \| 52. \| 15 de junio de 2015 \| Valparaíso \| Bolivia \| 2-3 \| Derrota \| Copa América 2015 \| \| 53. \| 19 de junio de 2015 \| Rancagua \| México \| 2-1 \| Victoria \| Copa América 2015 \| \| 54. \| 8 de septiembre de 2015 \| Quito \| Honduras \| 2-0 \| Victoria \| Amistoso \| \| 55. \| 8 de octubre de 2015 \| Buenos Aires \| Argentina \| 2-0 \| Victoria \| Eliminatorias al Mundial Rusia 2018 \| \| 56. \| 13 de octubre de 2015 \| Quito \| Bolivia \| 2-0 \| Victoria \| Eliminatorias al Mundial Rusia 2018 \| \| 57. \| 12 de noviembre de 2015 \| Quito \| Uruguay \| 2-1 \| Victoria \| Eliminatorias al Mundial Rusia 2018 \| \| 58. \| 17 de noviembre de 2015 \| Puerto Ordaz \| Venezuela \| 3-1 \| Victoria \| Eliminatorias al Mundial Rusia 2018 \| \| 59. \| 29 de marzo de 2016 \| Barranquilla \| Colombia \| 1-3 \| Derrota \| Eliminatorias al Mundial Rusia 2018 \| \| 60. \| 25 de mayo de 2016 \| Dallas \| Estados Unidos \| 0-1 \| Derrota \| Amistoso \| \| 61. \| 4 de junio de 2016 \| Pasadena \| Brasil \| 0-0 \| Empate \| Copa América 2016 \| \| 62. \| 8 de junio de 2016 \| Glendale \| Perú \| 2-2 \| Empate \| Copa América 2016 \| \| 63. \| 12 de junio de 2016 \| East Rutherford \| Haití \| 4-0 \| Victoria \| Copa América 2016 \| \| 64. \| 16 de junio de 2016 \| Seattle \| Estados Unidos \| 1-2 \| Derrota \| Copa América 2016 \| \| 65. \| 1 de septiembre de 2016 \| Quito \| Brasil \| 0-3 \| Derrota \| Eliminatorias al Mundial Rusia 2018 \| \| 66. \| 6 de octubre de 2016 \| Quito \| Chile \| 3-0 \| Victoria \| Eliminatorias al Mundial Rusia 2018 \| \| 67. \| 11 de octubre de 2016 \| La Paz \| Bolivia \| 2-2 \| Empate \| Eliminatorias al Mundial Rusia 2018 \| \| 68. \| 10 de noviembre de 2016 \| Montevideo \| Uruguay \| 1-2 \| Derrota \| Eliminatorias al Mundial Rusia 2018 \| \| 69. \| 15 de noviembre de 2016 \| Quito \| Venezuela \| 3-0 \| Victoria \| Eliminatorias al Mundial Rusia 2018 \| \| 70. \| 23 de marzo de 2017 \| Asunción \| Paraguay \| 1-2 \| Derrota \| Eliminatorias al Mundial Rusia 2018 \| \| 71. \| 7 de septiembre de 2018 \| Harrison \| Jamaica \| 2-0 \| Victoria \| Amistoso \| \| 72. \| 11 de septiembre de 2018 \| Chicago \| Guatemala \| 2-0 \| Victoria \| Amistoso \| \| 73. \| 15 de noviembre de 2018 \| Lima \| Perú \| 2-0 \| Victoria \| Amistoso \| \| 74. \| 20 de noviembre de 2018 \| Ciudad de Panamá \| Panamá \| 2-1 \| Victoria \| Amistoso \| \| 75. \| 21 de marzo de 2019 \| Orlando \| Estados Unidos \| 0-1 \| Derrota \| Amistoso \| \| 76. \| 26 de marzo de 2019 \| Harrison \| Honduras \| 0-0 \| Empate \| Amistoso \| |                          |                  |                |           |           |                                      |
| N.° | Fecha                    | Ciudad           | Rival          | Resultado | Resultado | Competencia                          |
| 1. | 6 de septiembre de 2006  | Nueva Jersey     | Perú           | 1-1       | Empate    | Amistoso                             |
| 2. | 4 de septiembre de 2010  | Zapopan          | México         | 2-1       | Victoria  | Amistoso                             |
| 3. | 7 de septiembre de 2010  | Barquisimeto     | Venezuela      | 0-1       | Derrota   | Amistoso                             |
| 4. | 8 de octubre de 2010     | Nueva York       | Colombia       | 0-1       | Derrota   | Amistoso                             |
| 5. | 12 de octubre de 2010    | Montreal         | Polonia        | 2-2       | Empate    | Amistoso                             |
| 6. | 17 de noviembre de 2010  | Quito            | Venezuela      | 4-1       | Victoria  | Amistoso                             |
| 7. | 11 de febrero de 2011    | La Ceiba         | Honduras       | 1-1       | Empate    | Amistoso                             |
| 8. | 26 de marzo de 2011      | Madrid           | Colombia       | 0-2       | Derrota   | Amistoso                             |
| 9. | 29 de marzo de 2011      | La Haya          | Perú           | 0-0       | Empate    | Amistoso                             |
| 10. | 20 de abril de 2011      | Mar del Plata    | Argentina      | 2-2       | Empate    | Amistoso                             |
| 11. | 10 de agosto de 2011     | San José         | Costa Rica     | 2-0       | Victoria  | Amistoso                             |
| 12. | 2 de septiembre de 2011  | Quito            | Jamaica        | 5-2       | Victoria  | Amistoso                             |
| 13. | 6 de septiembre de 2011  | Quito            | Costa Rica     | 4-0       | Victoria  | Amistoso                             |
| 14. | 7 de octubre de 2011     | Quito            | Venezuela      | 2-0       | Victoria  | Eliminatorias al Mundial Brasil 2014 |
| 15. | 11 de octubre de 2011    | Nueva Jersey     | Estados Unidos | 1-0       | Victoria  | Amistoso                             |
| 16. | 15 de noviembre de 2011  | Quito            | Perú           | 2-0       | Victoria  | Eliminatorias al Mundial Brasil 2014 |
| 17. | 10 de junio de 2012      | Quito            | Colombia       | 1-0       | Victoria  | Eliminatorias al Mundial Brasil 2014 |
| 18. | 15 de agosto de 2012     | Nueva York       | Chile          | 3-0       | Victoria  | Amistoso                             |
| 19. | 7 de septiembre de 2012  | Quito            | Bolivia        | 1-0       | Victoria  | Eliminatorias al Mundial Brasil 2014 |
| 20. | 11 de septiembre de 2012 | Montevideo       | Uruguay        | 1-1       | Empate    | Eliminatorias al Mundial Brasil 2014 |
| 21. | 12 de octubre de 2012    | Quito            | Chile          | 3-1       | Victoria  | Eliminatorias al Mundial Brasil 2014 |
| 22. | 17 de octubre de 2012    | Puerto la Cruz   | Venezuela      | 1-1       | Empate    | Eliminatorias al Mundial Brasil 2014 |
| 23. | 6 de febrero de 2013     | Guimarães        | Portugal       | 3-2       | Victoria  | Amistoso                             |
| 24. | 21 de marzo de 2013      | Quito            | El Salvador    | 5-0       | Victoria  | Amistoso                             |
| 25. | 26 de marzo de 2013      | Quito            | Paraguay       | 4-1       | Victoria  | Eliminatorias al Mundial Brasil 2014 |
| 26. | 29 de mayo de 2013       | Palm Beach       | Alemania       | 2-4       | Derrota   | Amistoso                             |
| 27. | 7 de junio de 2013       | Lima             | Perú           | 0-1       | Derrota   | Eliminatorias al Mundial Brasil 2014 |
| 28. | 11 de junio de 2013      | Quito            | Argentina      | 1-1       | Empate    | Eliminatorias al Mundial Brasil 2014 |
| 29. | 14 de agosto de 2013     | Guayaquil        | España         | 0-2       | Derrota   | Amistoso                             |
| 30. | 6 de septiembre de 2013  | Barranquilla     | Colombia       | 0-1       | Derrota   | Eliminatorias al Mundial Brasil 2014 |
| 31. | 10 de septiembre de 2013 | La Paz           | Bolivia        | 1-1       | Empate    | Eliminatorias al Mundial Brasil 2014 |
| 32. | 11 de octubre de 2013    | Quito            | Uruguay        | 1-0       | Victoria  | Eliminatorias al Mundial Brasil 2014 |
| 33. | 15 de octubre de 2013    | Santiago         | Chile          | 1-2       | Derrota   | Eliminatorias al Mundial Brasil 2014 |
| 34. | 15 de noviembre de 2013  | Nueva Jersey     | Argentina      | 0-0       | Empate    | Amistoso                             |
| 35. | 19 de noviembre de 2013  | Houston          | Honduras       | 2-2       | Empate    | Amistoso                             |
| 36. | 5 de marzo de 2014       | Londres          | Australia      | 4-3       | Victoria  | Amistoso                             |
| 37. | 17 de mayo de 2014       | Ámsterdam        | Países Bajos   | 1-1       | Empate    | Amistoso                             |
| 38. | 31 de mayo de 2014       | Dallas           | México         | 1-3       | Derrota   | Amistoso                             |
| 39. | 4 de junio de 2014       | Miami            | Inglaterra     | 2-2       | Empate    | Amistoso                             |
| 40. | 15 de junio de 2014      | Brasilia         | Suiza          | 1-2       | Derrota   | Mundial Brasil 2014                  |
| 41. | 20 de junio de 2014      | Curitiba         | Honduras       | 2-1       | Victoria  | Mundial Brasil 2014                  |
| 42. | 25 de junio de 2014      | Río de Janeiro   | Francia        | 0-0       | Empate    | Mundial Brasil 2014                  |
| 43. | 6 de septiembre de 2014  | Fort Lauderdale  | Bolivia        | 4-0       | Victoria  | Amistoso                             |
| 44. | 9 de septiembre de 2014  | Nueva York       | Brasil         | 0-1       | Derrota   | Amistoso                             |
| 45. | 10 de octubre de 2014    | East Hartford    | Estados Unidos | 1-1       | Empate    | Amistoso                             |
| 46. | 14 de octubre de 2014    | Nueva York       | El Salvador    | 5-1       | Victoria  | Amistoso                             |
| 47. | 28 de marzo de 2015      | Los Ángeles      | México         | 0-1       | Derrota   | Amistoso                             |
| 48. | 31 de marzo de 2015      | Nueva York       | Argentina      | 1-2       | Derrota   | Amistoso                             |
| 49. | 3 de junio de 2015       | Ciudad de Panamá | Panamá         | 1-1       | Empate    | Amistoso                             |
| 50. | 6 de junio de 2015       | Guayaquil        | Panamá         | 4-0       | Victoria  | Amistoso                             |
| 51. | 11 de junio de 2015      | Santiago         | Chile          | 0-2       | Derrota   | Copa América 2015                    |
| 52. | 15 de junio de 2015      | Valparaíso       | Bolivia        | 2-3       | Derrota   | Copa América 2015                    |
| 53. | 19 de junio de 2015      | Rancagua         | México         | 2-1       | Victoria  | Copa América 2015                    |
| 54. | 8 de septiembre de 2015  | Quito            | Honduras       | 2-0       | Victoria  | Amistoso                             |
| 55. | 8 de octubre de 2015     | Buenos Aires     | Argentina      | 2-0       | Victoria  | Eliminatorias al Mundial Rusia 2018  |
| 56. | 13 de octubre de 2015    | Quito            | Bolivia        | 2-0       | Victoria  | Eliminatorias al Mundial Rusia 2018  |
| 57. | 12 de noviembre de 2015  | Quito            | Uruguay        | 2-1       | Victoria  | Eliminatorias al Mundial Rusia 2018  |
| 58. | 17 de noviembre de 2015  | Puerto Ordaz     | Venezuela      | 3-1       | Victoria  | Eliminatorias al Mundial Rusia 2018  |
| 59. | 29 de marzo de 2016      | Barranquilla     | Colombia       | 1-3       | Derrota   | Eliminatorias al Mundial Rusia 2018  |
| 60. | 25 de mayo de 2016       | Dallas           | Estados Unidos | 0-1       | Derrota   | Amistoso                             |
| 61. | 4 de junio de 2016       | Pasadena         | Brasil         | 0-0       | Empate    | Copa América 2016                    |
| 62. | 8 de junio de 2016       | Glendale         | Perú           | 2-2       | Empate    | Copa América 2016                    |
| 63. | 12 de junio de 2016      | East Rutherford  | Haití          | 4-0       | Victoria  | Copa América 2016                    |
| 64. | 16 de junio de 2016      | Seattle          | Estados Unidos | 1-2       | Derrota   | Copa América 2016                    |
| 65. | 1 de septiembre de 2016  | Quito            | Brasil         | 0-3       | Derrota   | Eliminatorias al Mundial Rusia 2018  |
| 66. | 6 de octubre de 2016     | Quito            | Chile          | 3-0       | Victoria  | Eliminatorias al Mundial Rusia 2018  |
| 67. | 11 de octubre de 2016    | La Paz           | Bolivia        | 2-2       | Empate    | Eliminatorias al Mundial Rusia 2018  |
| 68. | 10 de noviembre de 2016  | Montevideo       | Uruguay        | 1-2       | Derrota   | Eliminatorias al Mundial Rusia 2018  |
| 69. | 15 de noviembre de 2016  | Quito            | Venezuela      | 3-0       | Victoria  | Eliminatorias al Mundial Rusia 2018  |
| 70. | 23 de marzo de 2017      | Asunción         | Paraguay       | 1-2       | Derrota   | Eliminatorias al Mundial Rusia 2018  |
| 71. | 7 de septiembre de 2018  | Harrison         | Jamaica        | 2-0       | Victoria  | Amistoso                             |
| 72. | 11 de septiembre de 2018 | Chicago          | Guatemala      | 2-0       | Victoria  | Amistoso                             |
| 73. | 15 de noviembre de 2018  | Lima             | Perú           | 2-0       | Victoria  | Amistoso                             |
| 74. | 20 de noviembre de 2018  | Ciudad de Panamá | Panamá         | 2-1       | Victoria  | Amistoso                             |
| 75. | 21 de marzo de 2019      | Orlando          | Estados Unidos | 0-1       | Derrota   | Amistoso                             |
| 76. | 26 de marzo de 2019      | Harrison         | Honduras       | 0-0       | Empate    | Amistoso                             |

## Clubes
Actualizado al último partido disputado el 30 de noviembre de 2024.
| Club             | País          | Año           | Partidos | Goles | Asistencias |
| ---------------- | ------------- | ------------- | -------- | ----- | ----------- |
| Huracán S. C.    | Ecuador       | 2004-2005     | 21       | 9     | 0           |
| Barcelona S. C.  | Ecuador       | 2006          | 5        | 0     | 0           |
| Rocafuerte F. C. | Ecuador       | 2008          | 29       | 11    | 0           |
| Deportivo Cuenca | Ecuador       | 2009          | 42       | 3     | 2           |
| Deportivo Quito  | Ecuador       | 2010-2012     | 114      | 7     | 5           |
| Barcelona S. C.  | Ecuador       | 2013-2014     | 48       | 1     | 5           |
| Watford F. C.    | Inglaterra    | 2014-2016     | 61       | 0     | 5           |
| Olympiakos       | Grecia        | 2017          | 5        | 0     | 0           |
| C. S. Emelec     | Ecuador       | 2017-2019     | 69       | 1     | 4           |
| El Nacional      | Ecuador       | 2020          | 21       | 0     | 3           |
| Cumbayá F. C.    | Ecuador       | 2021-act.     | 98       | 5     | 3           |
| Total carrera    | Total carrera | Total carrera | 513      | 37    | 27          |

## Palmarés

### Campeonatos nacionales
| Título               | Club            | Año     |
| -------------------- | --------------- | ------- |
| Serie A de Ecuador   | Deportivo Quito | 2011    |
| Super Liga de Grecia | Olympiakos      | 2016-17 |
| Serie A de Ecuador   | C. S. Emelec    | 2017    |
| Serie B de Ecuador   | Cumbayá F. C.   | 2021    |

### Distinciones individuales
| Distinción                                         | Año  |
| -------------------------------------------------- | ---- |
| Incluido en el 11 ideal del Campeonato Ecuatoriano | 2012 |
| Incluido en el 11 ideal del Campeonato Ecuatoriano | 2013 |